# David Kohn
Pour les articles homonymes, voir Kohn et Abraham Kahana.
David Kohn, également appelé David Kahana ou Kogan, est un érudit du judaïsme du XIXe siècle (1838-1915).

## Éléments biographiques
Il naît à Odessa et reçoit une éducation rabbinique, mais à l'âge de quatorze ans, il entreprend en outre l'étude de la littérature médiévale et des langues modernes, ainsi que de l'histoire et de l'archéologie. Il meurt à Odessa en 1915.

## Œuvres
David Kohn publie son premier article dans Ha-Meliẓ en 1866. Ses premières publications sont des essais sur les fossiles animaux et la vie du rabbin Solomon Bennet (un généalogiste du XIXe siècle). Ses monographies sur les kabbalistes, le messianisme juif et l'origine du hassidisme, publiées pour la première fois dans Ha-Shaḥar (1874–75), et rééditées plusieurs fois établissent sa réputation. Il les compile ensuite en deux volumes, intitulés Toledot ha-Mekoubbalim, ha-Shabbetaïm ve-ha-Ḥassidim (1913; 1926).
Il est aussi le premier à attaquer la critique de Graetz, et à défendre la massora. Il publie, dans le domaine de la recherche biblique Meḥḳere Ḳohelet ben Dawid, une introduction historico-critique au Livre de l'Ecclésiaste; Massoret Seyag le-Miḳra, une défense de la Massora contre l'hypercritique des exégètes modernes (1880); et Or we-Ḥoshekh, ainsi que des commentaires sur la parashat Balaq, quelques Psaumes, et le Livre d'Esther. Il publie aussi Toledot Shelomo, sur Salomon et la littérature qui lui est attribuée.
Il a également écrit de nombreuses études sur d'autres périodes de l'histoire juive, en particulier sur les grammairiens et poètes médiévaux, parmi lesquels Le-Toledot Rav Saadia Gaon (1892). Il a en outre rédigé Rosh Petanim (1883), sur Eisenmenger, Ma'assei Even Reshef (1884), sur les contrefaçons opérées par le savant et hakham karaïme Abraham Firkovich, Ḥokhmat Yehouda sur les disputations judéo-chrétiennes (1892), une analyse du mouvement de la Haskala russe (On Lilienthal and the Russian Haskalah Movement, Ha-Shilo'aḥ, 1912).
David Kohn a enfin été l'éditeur des éditions Aḥiassaf, pour lesquelles il publia en 1912 l'original hébraïque du Siracide, tel qu'il avait été extrait de la Gueniza du Caire, les recueils poétiques des poèmes de Dounash ben Labrat (1894), de Salomon Sharvit hazahav (1894) et d'Abraham ibn Ezra (1894), ainsi que l'autobiographie de Jacob Emden, basée sur des manuscrits d'Oxford.
Il publie une edition de la livre de Ben Sira avec les nouvelles textes hebreux dans ,Die
Sprüche Simon des Sohnes Sirachs. Der gefundene hebräische Text mit
Einleitung und Kommentar" von Dawid Kohn, Verlag "Tuschlija" Warschau 1912
 (vue online: https://archive.org/details/hakhmatshimonben00kohn).

## Sources
- Cet article contient des extraits de l'article « KOHN (KAHANA), DAVID » par Herman Rosenthal & N. Slouschz de la Jewish Encyclopedia de 1901–1906 dont le contenu se trouve dans le domaine public.
- Kahana (Kogan) David, un article de l'Encyclopedia Judaica (Berlin, 1928-1934)